# Lưu Phì
Lưu Phì (chữ Hán: 劉肥, 221 TCN -189 TCN), tức Tề Điệu Huệ vương (齊悼惠王), là vị vua thứ hai của tiểu quốc Tề, chư hầu của nhà Hán trong lịch sử Trung Quốc.

## Thân thế
Lưu Phì là con trai trưởng của Hán Cao Tổ Lưu Bang, khai quốc hoàng đế nhà Hán. Lưu Bang lúc còn làm đình trưởng lấy người con gái họ Tào, sinh ra Lưu Phì nhưng không lập làm chính thất, mà lập người vợ khác là Lã Trĩ. Sau khi Hán Cao Tổ lên ngôi phong cho con Lã Trĩ là Lưu Doanh làm thái tử nối ngôi mặc dù Lưu Phì mới là con trưởng. Năm thứ 6 đời Hán Cao Tổ, Lưu Bang đổi Tề vương Hàn Tín làm Sở vương, phong Lưu Phì làm Tề vương, phong cho 70 thành và lập làm chư hầu.

## Sự nghiệp
Năm 194 TCN, vua cha Hán Cao Tổ băng hà, Lưu Doanh lên kế vị tức Hán Huệ Đế. Lã Trĩ trở thành thái hậu nắm quyền triều chính, muốn giết hết các thân vương họ Lưu để phong cho họ Lã. Năm 193 TCN, Lưu Phì cùng chú là Sở Nguyên vương Lưu Giao đến chầu vua em Hán Huệ đế, cùng Huệ Đế ăn tiệc và uống rượu trước mặt Lã thái hậu vì ông cho rằng Lưu Phì là anh nên để ngồi ghế trên theo lễ những người trong nhà. Thái hậu nổi giận, bèn sai rót hai chén thuốc độc đặt trước mặt mình, sai Lưu Phì chúc thọ. Lưu Phì đứng dậy, Huệ Đế cũng đứng dậy nâng chén muốn cùng chúc thọ với Tề vương. Thái hậu sợ quá, thân hành đứng dậy hắt chén rượu của Huệ Đế.
Lưu Phì lấy làm lạ, do đó không dám uống, giả vờ say đi ra. Khi hỏi, Lưu Phì biết đó là thuốc độc thì sợ hãi, tự cho rằng không thể ra khỏi Tràng An nên rất lo lắng, hỏi quan nội sử là Sĩ. Sĩ trả lời:
"Thái hậu chỉ có một mình hoàng đế và công chúa Lỗ Nguyên. Nay đại vương có hơn 70 thành, mà công chúa chỉ có vài thành, nếu đại vương quả thực đem một quận dâng cho thái hậu để làm ấp tắm gội của công chúa, thì thái hậu thế nào cũng mừng rỡ và đại vương cũng không lo ngại gì."
Tề vương bèn dâng quận Thành Dương, tôn công chúa Lỗ Nguyên làm Vương thái hậu. Lã Hậu mừng rỡ đặt tiệc rượi mời, rồi thả ông về nước.
Năm 189 TCN, Lưu Phì qua đời,thọ 32 tuổi, được truy phong là Tề Điệu Huệ vương. Con ông là Lưu Tương lên kế thừa tước vị, tức Tề Ai vương.

## Gia đình
- Cha: Hán Cao Tổ
- Mẹ: Tào thị
- Anh em
  - Công chúa Lỗ Nguyên
  - Hán Huệ Đế Lưu Doanh
  - Lưu Như Ý (Triệu Ẩn vương)
  - Hán Văn Đế Lưu Hằng
  - Triệu Cung vương Lưu Khôi
  - Triệu U vương Lưu Hữu[4]
  - Hoài Nam Lệ vương Lưu Trường
  - Yên Linh vương Lưu Kiến
- Vợ
  - Tứ thị
- Con cái
  - Tề Ai vương Lưu Tương
  - Thành Dương Cảnh vương Lưu Chương
  - Tế Bắc vương Lưu Hưng Cư
  - Quản Cung hầu Lưu Bãi Quân
  - Qua Khiêu hầu Lưu Trữ Quốc
  - Doanh Bình hầu Lưu Tín Đô
  - Dương Khâu Cung hầu Lưu An
  - Tề Hiếu vương Lưu Thương Lư
  - Tế Nam vương Lưu Tích Quang
  - Tế Bắc vương Lưu Chí
  - Giao Tây vương Lưu Ngang
  - Truy Xuyên vương Lưu Hiền
  - Giao Đông vương Lưu Hùng Cừ